# Mabokopithecus
Mabokopithecus — вимерлий рід свиновидих.